# Jakov Vladović
Jakov Vladović (Zadar, 17. travnja 1983.) je hrvatski profesionalni košarkaš. Visok je 1,85 m i težak 86 kg. Igra na poziciji razigravača, a trenutačno je član KK Sonik Puntamike.

## Karijera
Karijeru je započeo u KK Zadru. Ondje je proveo 6 sezona, te je osvojio Regionalnu ligu, Prvenstvo Hrvatske i četiri puta Kup Krešimira Ćosića. U ljeto 2007. odlazi u KK Zagreb. U prvoj sezoni u Trnskom, još jednom osvaja Hrvatski kup. Tijekom sezone 2008./09. imao mnogo zdravstvenih problema, zbog čega je i propustio značajan broj utakmica. U NLB ligi odigrao je stoga tek 11 utakmica uz prosjek od 10.8 poena, dvije asistencije i 2.3 skoka za 24:42 minute, dok mu skupna statistika iz nastupa u svim natjecanjima iznosi 9.0 poena, 1.7 asistencija i 1.9 skokova za 22:47 minute. Na kraju sezone napusto je KK Zagreb i dogovorio jednogodišnju suradnju s ruskim prvoligašem Lokomotiv Rostovom.

## Hrvatska reprezentacija
Bio je član hrvatske B reprezentacije koja je na Mediteranskim igrama u Pescari 2009. godine osvojila zlatnu medalju.